# Innovationspreis des Beauftragten für Kultur und Medien
Der Innovationspreis des Beauftragten für Kultur und Medien ist ein Medienpreis, der seit 2002 alljährlich vom Beauftragten der Bundesregierung für innovative Entwicklungen im Bereich Kultur und Medien vergeben wird. Die Preisträger des mit 25.000 Euro dotierten Preises werden von einer Expertenjury bestimmt.

## Preisträger
| Jahr | Preisträger | Projekt | Preisgeld |
| ---- | --- | --- | --------- |
| 2002 | Internationale Media Research Agency GmbH, Leipzig                                                                      | Marktforschungstool „Satellite Aided Trend Analysis“ (SATA)                                                 | 15.000 €  |
| 2002 | Director´s Friend GmbH, Köln                                                                                            | Portables Schnitt – und Aufnahmesystem „df-cineHD“ und den Prototyp einer digitalen „Filmkassette“ „Hdreel“ | 15.000 €  |
| 2002 | Niels Beer und Stefan Ostertag GbR, Dresden, und das Institut für Kino und Filmkultur, Köln, jeweils zu gleichen Teilen | Schulkino – Schulfilmwoche                                                                                  | 15.000 €  |
| 2003 | Salzgeber & Co Medien GmbH                                                                                              | European Docu Zone                                                                                          | 15.000 €  |
| 2003 | Crew united, Lutz und Zenglein GbR                                                                                      | Internetprojekt: www.crew-united.com                                                                        | 15.000 €  |
| 2004 | Deutsche Hörfilm GmbH, Berlin, und Titelbild GmbH, Berlin, jeweils zu gleichen Teilen                                   | Audiodeskription im Kino/Kinotag für Hörgeschädigte                                                         | 15.000 €  |
| 2004 | Freunde der Deutschen Kinemathek                                                                                        | Arsenal Experimental                                                                                        | 15.000 €  |
| 2004 | Kinomatik, Wurster, Killenberger & Ratsch GbR                                                                           | MOVIEtube System                                                                                            | 25.000 €  |
| 2005 | Kurzfilmagentur Hamburg e.V.                                                                                            | Online-Verleihdatenbank                                                                                     | 25.000 €  |
| 2006 | Filmakademie Baden-Württemberg, Institut für Animation, Visual Effects und digitale Postproduktion                      | Künstliche Darsteller                                                                                       | 25.000 €  |
| 2006 | Frau Tina Thiele, Köln                                                                                                  | Internetprojekt: www.casting-network.de                                                                     | 25.000 €  |
| 2006 | Universität Leipzig, Institut für Kommunikations- und Medienwissenschaft                                                | DVD-Serie „Filme sehen lernen“                                                                              | 25.000 €  |
| 2007 | Michael Hentschel | cineloop – Marketing fürs Kino                                                                              | 25.000 €  |
| 2007 | EYZ Media | Themenbasierte bundesweite Filmfestivals                                                                    | 25.000 €  |